# ピエール＝アントワーヌ・ボードワン

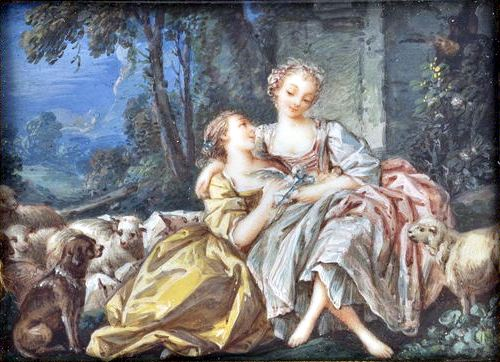
ボードワン 《恋文》5.6×7.6cm、グワッシュ、ルーヴル美術館素描室。ブーシェの牧歌画の影響が認められるミニアチュール作品。

ピエール＝アントワーヌ・ボードワン（Pierre-Antoine Baudouin, 1723年10月17日 パリ – 1769年12月15日 パリ）は、フランスの画家。父は無名の版画家だった。フランソワ・ブーシェの弟子。1758年に師の次女と結婚し女婿となった。

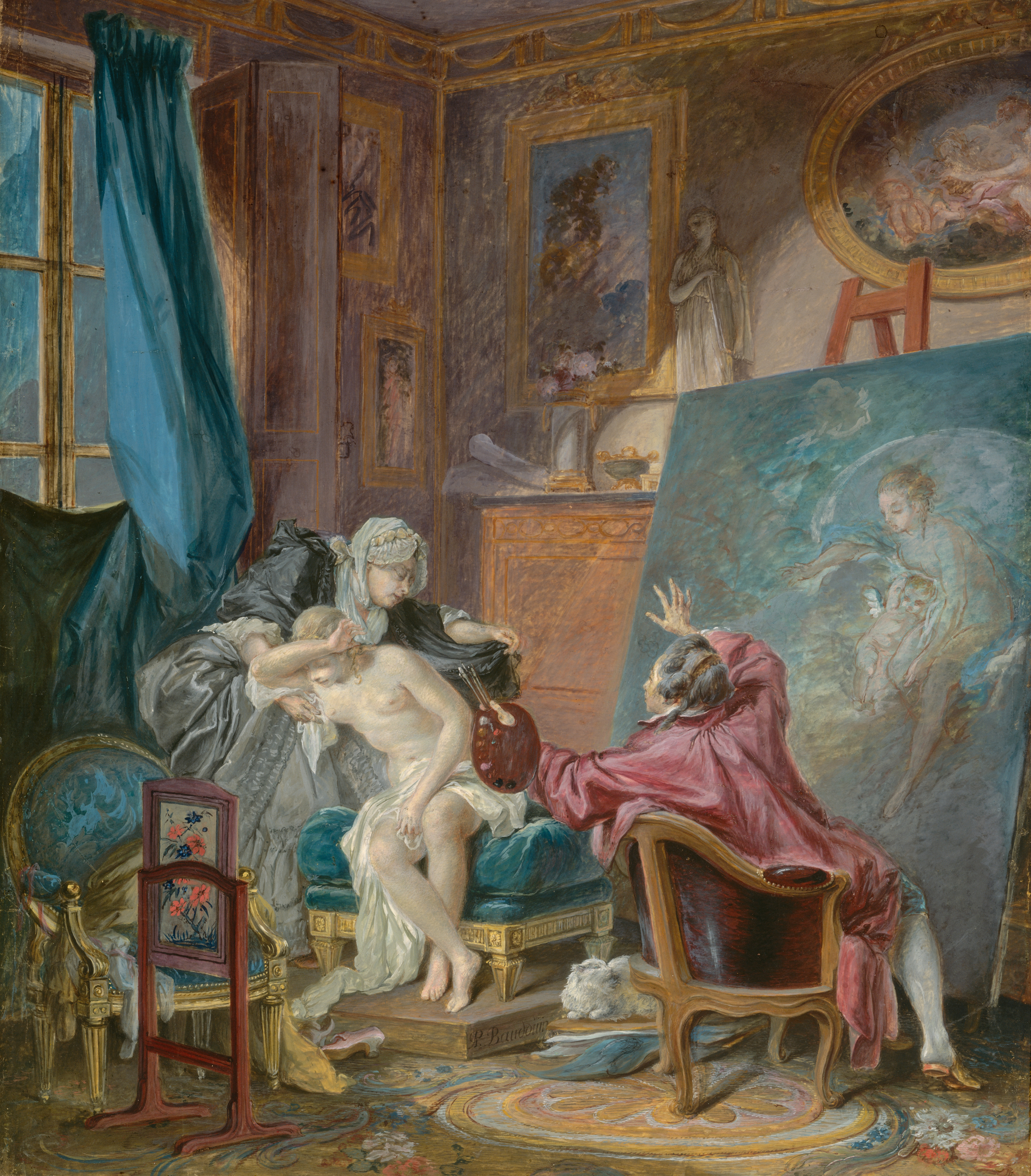
ボードワン 《貞淑なモデル》犢皮紙にグワッシュ、1769年、ワシントン、ナショナル・ギャラリー。1769年のサロンに出品された作品。1772年にジャン＝ミシェル・モロー（エッチングによる彫版を担当）とジャン＝バティスト・シモネ（ビュランによる仕上げを担当）による版画が出版されている。<http://www.beauxartsparis.fr/ow2/catzarts/voir.xsp?id=00101-79120>

## サロン初出品と王立絵画彫刻アカデミー入会
ボードワンはグワッシュを用いて描いたミニアチュールの制作を専門に行った。1761年にこの技法で描いた作品を初めてサロンに出品した。以降ボードワンは1760年代のすべてのサロンに作品を送る。1763年に準会員として王立絵画彫刻アカデミーに入会を認められた。その時の提出作品はグワッシュで描いた小型の作品《アレオパゴス会議において不信心のために告発されるフリュネー》（ルーヴル美術館）だった。

## 作品の様式と同時代の画家の影響
ボードワンは聖書の逸話に関する挿絵も制作した。だがこの画家はむしろ逸楽にふける放蕩な男女を同時代の舞台装置の中に描いた風俗画を描くことで有名になった。そのような作品をボードワンは1763年から1769年までのサロンに提出している。一部の作品は愛し合う若者たちが登場するフランソワ・ブーシェの牧歌的主題の作品から影響を受けている。だが1769年のサロンに出品された《貞淑なモデル》（ワシントン、ナショナル・ギャラリー）のように、表面上は道徳的な主題を扱い、細部に特別な注意を向けて描かれたこれらの作品には、ジャン＝バティスト・グルーズの影響を確認することができる。

## 作品の慎みのない表現に対する非難
18世紀後半のフランスでは、ボードワンの作品は描かれた内容があまりに不謹慎で不道徳だったために聖俗の有識者から告発を受ける対象となった。パリ大司教クリストフ・ド・ボーモン Christophe de Beaumont 1703-1781は1763年と1765年にボードワンの作品をサロン会場から撤去するように命じた。美術批評家たちも、ボードワンが彼の後援者たちの堕落した趣味へ迎合していることを理由に彼を非難した。代表的な例として、ディドロは1765年のサロン批評の中でグルーズは「よき道徳の説教師」となったが、ボードワンは「悪しき」それの説教師となったと書いている。ドゥニ・ディドロはさらにグルーズは「家族と誠実なものたちの画家」となったが、ボードワンは「放蕩者たち」の画家となったと糾弾している。

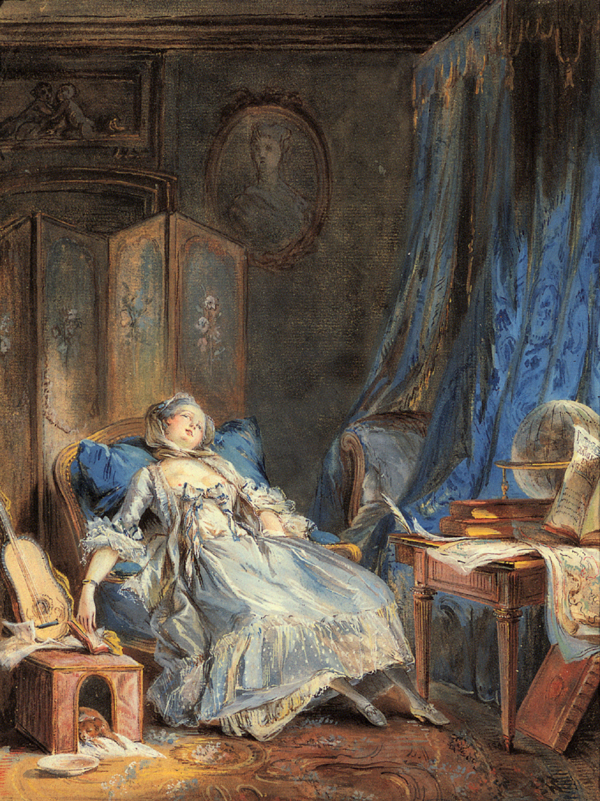
ボードワン 《読書》紙にグワッシュ、22x29.5cm、1760年頃、パリ、装飾美術館。

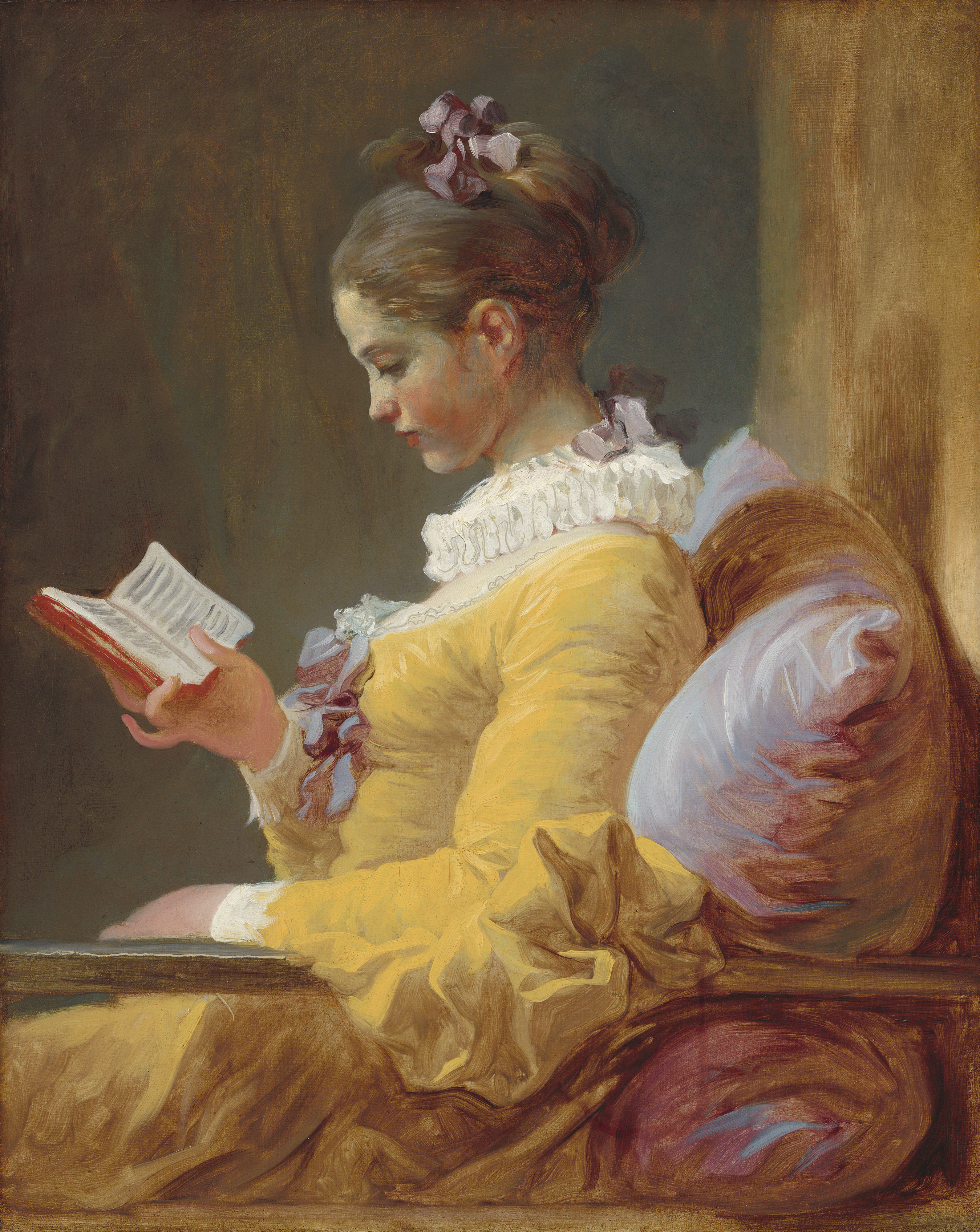
ジャン＝オノレ・フラゴナール《読書》1770年-1773年、ワシントン、ナショナル・ギャラリー。

### 作品研究：《読書》
ボードワンの1770年頃の作品《読書》（パリ、装飾美術館）では、読書につかれた女性が楽器、地球儀や本といった小道具に囲まれて椅子の上で恍惚の表情を浮かべている。芸術への関心や知的好奇心を感じさせるモチーフに女性が囲まれているこの構図は、モーリス・カンタン・ド・ラ・トゥールがパステルで描いた《ポンパドゥール夫人の肖像》（ルーヴル美術館）と共通している。読書している女性という主題もジャン・オノレ・フラゴナールの作品などにも確認できる。だがボードワンのこの作品では、女性はなぜか両胸をあらわにしている。このようなあからさまな表現をサロン出品作でも用いていた結果、ボードワンは1760年代に文人や聖職者の告発を受けることになった。

## 18世紀後半における人気
しかしボードワンは旧体制下フランスの最後の数十年においてもっとも人気のある画家の一人だった。ボードワンはブルボン朝王宮の重要な人物から作品制作の注文を受けていた。たとえばボードワンはマリニー侯爵アベル＝フランソワ・ポワソン・ド・ヴァンディエールのために《はにかみ屋の花嫁》（所在不明）を、1766年に国王ルイ15世のために肖像画2点を、1767年にデュ・バリー夫人のために《聖母の生涯の続き》を描いている。ニコラ・ポンス (1746-1831)が彫版した《夜の駆け落ち》のような、ボードワンの作品に基づいて制作された版画もたいへんな人気を博した。

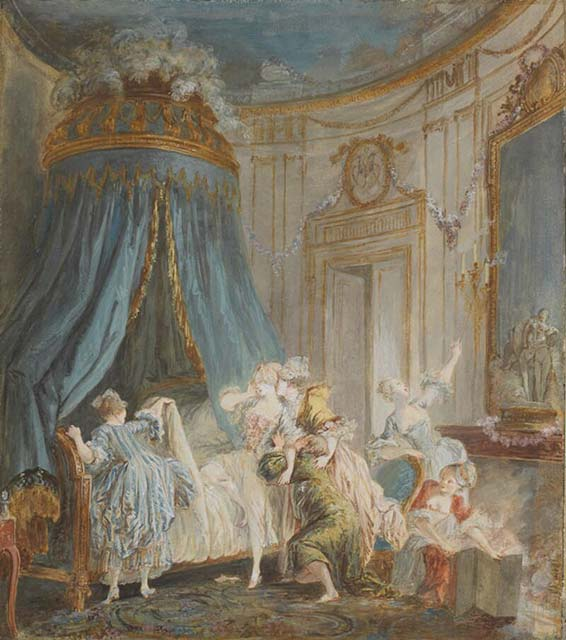
ボードワン《花嫁をベッドへ》紙にグワッシュ、36x31.7cm、1767年、オタワ、カナダ国立美術館。[http://www.gallery.ca/en/see/collections/artwork.php?mkey=572/ 公式サイトの作品解説

```
[[Image: Pierre-Antoine Baudouin - Bringing the Bride to Bed.jpg|thumb|left|250px|ボードワン《花嫁をベッドへ》紙にグワッシュ、36x31.7cm、1767年、
オタワ
、
カナダ国立美術館
。
公式サイトの作品解説
]
```

## 註
1. ↑  同年には同じくブーシェの弟子だった画家ジャン＝バティスト・デエがブーシェの長女と結婚している。
2. ↑  ボードワン《アレオパゴス会議において不信心のために告発されるフリュネー》 46.4x38.2cm、1763年、パリ、ルーヴル美術館。フランス国立美術館連合公式サイトに作品の画像と情報が掲載されている。：<http://www.photo.rmn.fr/cf/htm/CPicZ.aspx?E=2C6NU0V6TP1G>
3. ↑  とりわけ家具の細部にボードワンの表現上の注意が向けられていることが指摘されている（The age of Watteau Chardin and Fragonard, exh. cat., ed. C. B. Balley, Otawa-Washington-Berlin, 1984–1985, p. 240.）。
4. ↑  『エミール』（1762年）が禁書となり、著者に対し逮捕命令が下されたことでスイスのイヴェルドンに逃れたジャン＝ジャック・ルソーの自己弁護の書『ボーモンへの手紙』（1763年）はこの大司教に宛てたもの。
5. ↑  « Greuze s'est fait peintre, prédicateur des bonnes mœurs; Baudouin, peintre, prédicateurs des mauvaises. Greuze, peintre de famille et d'honnêtes gens ; Baudouin, peintre des petites-maisons et des libertins. » Œuvres de Denis Diderot, Salons, t. I, Paris, 1821, p. 235.
6. ↑  ニコラ・ポンスがボードワンの原画に基づいて制作した版画については次のサイトを参照。<http://www.artheque.net/ponce_nicolas.html>
7. ↑   ニコラ・ポンス《夜の駆け落ち》銅版画、1780年。：<http://www.univ-montp3.fr/pictura/GenerateurNotice.php?numnotice=A3506>

### 書籍
- E. Barker. "Baudouin, Pierre-Antoine." Grove Art Online. Oxford Art Online. Oxford University Press. Web. 14 Nov. 2012. <http://www.oxfordartonline.com/subscriber/article/grove/art/T006921>.
- E. Berckenhagen, "Baudouin, Moreau, Pernet : Zeichnungen des 18. Jahrhunderts- oder Madame Pompadour, Voltaire und Rundtempel", 1971, In: Berliner Museen, N.F. 21.1971, 88-93.
- E. Dacier, La Gravure en France au XVIIIe siècle: La Gravure de genre et de moeurs, Paris, 1925.
- A. Jal, Dictionnaire critique de biographie et d'histoire, Paris, 1897.
- M. D. Sheriff, Moved by love : inspired artists and deviant women in eighteenth-century France, Chicago, Univ. of Chicago Press, 2004.

### 展覧会カタログ
- Diderot et l’art de Boucher à David exh. cat., ed. M. C. Sahut, Paris, 1984–1985, pp. 129–33.
- The age of Watteau Chardin and Fragonard, exh. cat., ed. C. B. Balley, Otawa-Washington-Berlin, 1984–1985.